# Tang Bá
Tang Bá (chữ Hán: 臧霸; bính âm: Zang Ba) (164 - 231), tên tự Tuyên Cao, là một viên đại tướng phục vụ dưới trướng của lãnh chúa Lã Bố, và sau đó là Tào Tháo và chính quyền nhà Tào Ngụy vào cuối thời kỳ nhà Đông Hán trong Lịch sử Trung Quốc.

## Tiểu sử
Tang Bá sinh tại huyện Hoa Âm, quận Thái Sơn, là con trai của Tang Giới. Ông là người có sức khỏe và giỏi võ nghệ. Khi quân Khăn Vàng nổi dậy làm phản, Tang Bá đi theo Đào Khiêm đánh dẹp, bình định được nghịch tặc Khăn Vàng. Sau đó, Tang Bá tách ra khỏi Đào Khiêm, cùng liên kết với các đồng sự là Tôn Quan (孫観), Ngô Đôn (吳敦), Doãn Lễ (尹礼) và Xương Hi (昌豨) tập hợp quân lính và đóng binh ở Khai Dương (開陽).

## Theo Lã Bố
Tang Bá trở thành thủ lĩnh của lực lượng thảo khấu ở Thái Sơn, nhưng trên danh nghĩa vẫn chịu làm thuộc hạ và chịu sự điều động của Lã Bố, khi đó đang làm chủ toàn bộ Từ châu. Khi Tào Tháo xuất binh đánh Từ châu, Tang Bá cùng đồng đảng đem quân đến tương trợ Lã Bố.  
Sau khi Lã Bố thua trận và bị giết, Tang Bá sợ hãi bỏ trốn. Tào Tháo sai hàng tướng Trương Liêu đi chiêu dụ ông. Tang Bá thấy Lã Bố đã chết, Trương Liêu đã hàng, cũng quay về đầu hàng Tào Tháo, chiêu dụ các anh em ở Thái Sơn về hợp tác dưới trướng Tào Tháo.

## Theo Tào Tháo
Khi Tào Tháo và Viên Thiệu đang cầm cự với nhau, Tang Bá nhiều lần đưa tinh binh xâm nhập Thanh châu hỗ trợ cho quân Tào. Khi Tào Tháo đánh Viên Đàm ở Nam Bì, Tang Bá dẫn binh ra mắt và xin phái con em cùng cha anh chư tướng đưa gia quyến đến huyện Nghiệp làm con tin.
Trong cuộc chiến với Tôn Quyền, Tang Bá theo đi theo Tào Tháo và được giao nhiệm vụ xâm nhập Sào Hồ, tấn công Cư Sào. Khi Trương Liêu xuất binh đi đánh Trần Lan, Tang Bá được biệt phái đến đất Hoán, chiến đấu với Hàn Đương. Trong trận chiến với quân Ngô, Tang Bá lập được nhiều chiến công cho nhà Ngụy.

## Trong Tam Quốc diễn nghĩa
Trong tác phẩm Tam Quốc diễn nghĩa của La Quán Trung, Tang Bá được mô tả là viên mãnh tướng của Lã Bố, đi theo Lã Bố từ lúc đánh Duyện châu. Bản thân Tang Bá tham chiến cùng với Lã Bố trong các chiến dịch chống quân chư hầu. Ông xuất hiện lần đầu trong số tám kiện tướng đứng hộ tống Lã Bố tại Bộc Dương. Lã Bố đem quân ra đánh với Tào Tháo ở ngoài thành Bộc Dương. Hai bên quân dàn trận, Lã Bố sai Tang Bá tế ngựa ra đánh tiên phong; bên Tào, Nhạc Tiến ra nghênh địch. Hai ngựa giao nhau, đôi dao đều múa, đánh nhau được hơn ba mươi hiệp, chưa phân được thắng thua.
Khi Lã Bố dùng kế của Trần Cung dụ Tào Tháo vào thành Bộc Dương, Tang Bá được lệnh phục binh cửa tây và đánh tập kích quân Tào, quân Lã Bố giành thắng lợi rất lớn. Sau khi Lã Bố bị Tào Tháo đánh bại, bỏ Duyện châu để chạy về Từ châu theo Lưu Bị, Tang Bá cũng đi theo. 
Sau khi Lã Bố đánh chiếm và làm chủ Từ châu, Viên Thuật vì kết thông gia với Lã Bố không thành nên sai quân đến đánh Từ châu. Tang Bá cùng với Trương Liêu được Lã Bố cử đi kháng địch, đem quân đến Lương Gia để chống với Lôi Bạc. Đến lúc Lã Bố phát hiện Lưu Bị ngầm liên kết với Tào Tháo, thì rất tức giận và khởi quân đi đánh. Trong đó, Trần Cung và Tang Bá được lệnh liên kết với các tướng ở Thái Sơn là Tôn Quan, Ngô Đôn, Doãn Lễ và Xương Hi đi đánh Sơn Đông và Duyện châu.
Khi đại quân Tào Tháo áp sát đất Từ châu, Tang Bá cùng Trần Cung và các tướng Thái Sơn phòng thủ ải Tiêu Quan để kháng Tào. Quân Tào dùng mưu đánh vỡ ải Tiêu Quan, rồi chiếm cả Từ châu và Tiểu Bái. Tang Bá, Tôn Quan rút chạy về Thái Sơn; còn Lã Bố, Trần Cung chạy về giữ Hạ Phì. Sau khi Tào Tháo chiếm được Hạ Phì, diệt được Lã Bố; Tang Bá mới dẫn quân đến hàng, được cho làm tướng phòng giữ vùng Thanh, Từ.